# Дзержинский политехнический институт
Дзержинский политехнический институт (филиал) Нижегородского государственного технического университета им. Р.Е.Алексеева (ДПИ НГТУ) — филиал федерального государственного бюджетного образовательного учреждения высшего образования «Нижегородский государственный технический университет имени Р. Е. Алексеева», расположенный в городе Дзержинск Нижегородской области.

## История
История Дзержинского филиала НГТУ и предшествующих ему УКП Всесоюзного заочного политехнического института (ВЗПИ), вечернего отделения химфака и Дзержинского вечернего факультета ГПИ тесно связана с историей г. Дзержинска.
Молодой промышленный город Дзержинск, образованный в 1930 году, бурно рос в предвоенные годы. Расширялись старые заводы: Чернореченский химический завод им. М. И. Калинина и завод им. Я. М. Свердлова; строились новые химические предприятия: п/я 16 («Заводстрой» — «Капролактам»), п/я 7 («Заря»), завод «Рулон» («Оргстекло»), заводы «Ява» и «Ока» («Жирные спирты»). Вместе с ростом заводов росла потребность в высококвалифицированных инженерах.
Война, перевод химических предприятий города на военно-оборонный заказ еще больше обострили потребность заводов в инженерных кадрах.
Первые шаги высшая школа в г. Дзержинске сделала, создав в 1943 году УКП ВЗПИ при Горьковском политехническом институте. Студенты-заочники, работавшие на химических предприятиях и проживавшие в г. Дзержинске, прикреплялись к этому УКП, и для них в г. Дзержинске читались лекции, проводились лабораторные занятия и устраивались консультации преподавателей.
Бурный послевоенный рост химических предприятий, создание в городе Дзержинске машиностроительных заводов, открытие проектных и научно-исследовательских институтов и нарастающая в связи с этим потребность в инженерных кадрах привели к открытию в 1955 году Дзержинского УКП ВЗПИ, а уже в сентябре 1956 года в Дзержинске было образовано вечернее отделение химического факультета ГПИ.
В 1961 году на базе вечернего отделения был организован Дзержинский вечерний факультет ГПИ, на котором велась подготовка по четырем специальностям: ТНВ, ТОВ, ТЭП и МАХП. Факультет территориально размещался в бывшей школе № 20 по ул. Кольцевая (Гагарина). В 1968—1972 гг. были построены три базовых корпуса по ул. Гайдара и общежитие на бульваре Мира.
В сентябре 1974 года министром образования РСФСР был подписан приказ о создании Дзержинского филиала Горьковского политехнического института. В состав филиала входили 2 факультета (с дневной формой обучения ХМФ и вечерний) и 8 кафедр (ТНВ, ТОВ, МАХП, «Техническая механика», «Физика и электротехника», «Прикладная математика», «Иностранные языки», «Марксизм-ленинизм»), из них 3 кафедры (ТНВ, ТОВ, МАХП) были выпускающими, а кафедра ТЭП головного вуза имела представительство на вечернем факультете филиала. Отличительная особенность Дзержинского филиала от всех других филиалов вузов страны в том, что в нем велась (и ведется в настоящее время) подготовка и выпуск инженеров по специальностям, которых нет в головном вузе (подобная ситуация наблюдается также в Новомосковском институте (филиале) РХТУ им. Д.И. Менделеева).
На основании приказа Федерального агентства по образованию от 22.10.2004 г. № 190 Дзержинский филиал Нижегородского государственного технического университета переименован в Дзержинский политехнический институт (филиал) государственного образовательного учреждения высшего профессионального образования «Нижегородский государственный технический университет».

## Научная деятельность
- разработка и создание ледорезных машин для технологических комплексов;
- разработка систем автоматизации технологических процессов, методов и средств контроля герметичности технологического оборудования, коммуникаций и изделий массового производства;
- повышение экологической безопасности работы химических предприятий путём утилизации и обезвреживания отходов промышленности;
- разработка теоретических основ высокоэффективных технологий хлорорганических производств, азотосодержащих и кислородосодержащих органических соединений;
- разработка интенсивной тепломассообменной и гидромеханической аппаратуры для очистки сточных вод и газовых выбросов.